# Sala de hidromiel

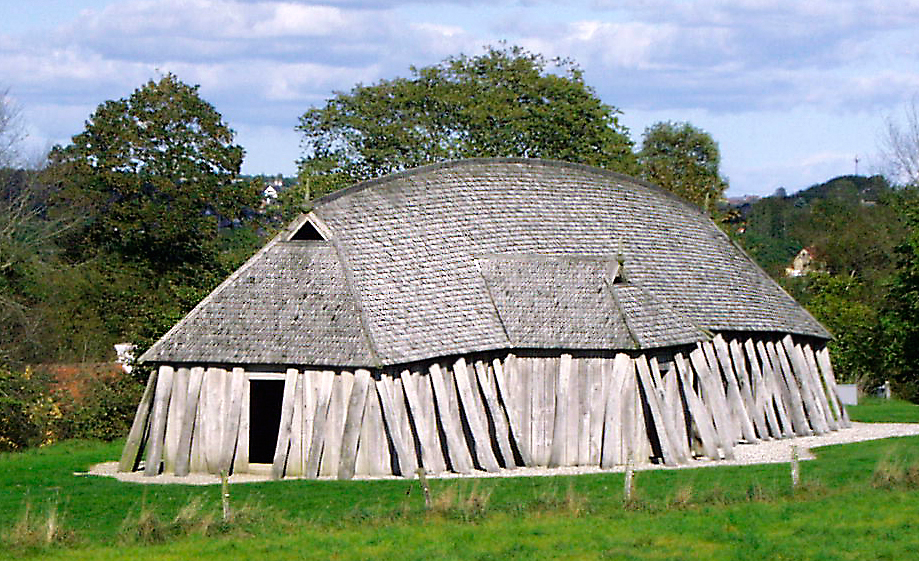
Una casa comunal de la época vikinga reconstruida, de 28,5 metros de largo

En la antigua Escandinavia y Europa germánica una sala de hidromiel o sala de banquetes fue inicialmente un gran edificio con una sola habitación. Desde el siglo V hasta principios de la Edad Media, tal edificio era la residencia de un señor y sus servidores. La sala de hidromiel era generalmente la gran sala del rey.

## Etimología
El antiguo nombre de tales salas puede haber sido sal o salr y, por lo tanto, estar presente en nombres de lugares antiguos como Uppsala. El significado se ha conservado en alemán en Saal, en holandés zaal, en frisio sello, en islandés Salur, en sueco, noruego y danés sal, en  lituano salė, en finés sali, en estonio saal, en  Izhoriano saali, en francés salle, en italiano / polaco / portugués / español sala y en ruso зал (zal), (todo lo que significa "sala" o "sala grande"). En inglés antiguo se utilizó el término seley; sæl. Estas palabras están etimológicamente relacionada con las moderna palabras inglesas salon y saloon. En El señor de los anillos, el autor JRR Tolkien conserva este nombre para indicar la gran sala del rey Théoden, Meduseld, literalmente, «Mead-sele».

## Arqueología
Desde alrededor del año 500 a. C. hasta la cristianización de Escandinavia, en el siglo XIII, estas grandes salas eran partes vitales del mundo político. Más tarde fueron reemplazados por salas de banquetes medievales.
Se han hecho excavaciones en diversos lugares de los que se exponen a modo de ejemplo los siguientes:
- Al suroeste de Lejre, Dinamarca. Los restos de un complejo de salón vikingo fueron descubiertos en 1986-88 por Tom Christensen del Museo Roskilde.[2] La madera con la que fue construida fue datada mediante la prueba del Carbono-14 alrededor del año 880. Más tarde se descubrió que esta sala se construyó sobre una sala más antigua que databa de 680. En 2004-05, Christensen excavó una tercera sala ubicada justo al norte de la otros dos. Esta sala fue construida a mediados del siglo VI, durante el período en que se escribió el  Beowulf. Las tres salas tenían unos 50 metros de largo.[3] Las excavaciones en curso han ayudado a establecer las características visuales de las salas reales y su ubicación en el paisaje alrededor de Lejre.[4]
- Gudme, Dinamarca. Dos salas similares fueron excavadas en 1993. Del llamado «Gudme Kongehal» (sala del Rey) solo se encontraron los agujeros del poste. El más grande de las dos tenía 47 metros de largo y 8 metros de ancho. Los objetos de oro encontrados cerca del sitio se han fechado entre los años 200 y 550. Los cementerios de la  edad de hierro de Møllegårdsmarken y Brudager están muy cerca. Los pasillos pueden haber sido parte de un centro religioso y político regional que sirvió como lugares de festejo real con Lundeborg como puerto más importante y cercano.[5]

## Precursor
Las salas de hidromiel se desarrollaron a partir de casas comunales europeas:
- La «casa larga» neolítica, no relacionada en el apartado anterior, fue introducida por los primeros agricultores de Europa central y occidental alrededor de 5000 a. C. Las casas comunales posteriores no entraron en uso hasta más de mil años después de que la versión neolítica dejase de usarse.
- Las «casas largas» ganaderas germánicas surgieron a lo largo de la costa suroccidental del Mar del Norte en el tercer o cuarto siglo a. C. y son los predecesoras de la «casa baja alemana» y holandesa de Fachhallenhaus o Baja Germania.

Los tipos de «longhouse» o «casas largas»  medievales posiblemente relacionados de Europa de los que algunos tipos que han sobrevivido son, entre otros:
- El escandinavo o vikingo «Langhus», con las variantes de una granja tradicional excavada en Vorbasse, un tipo de cuartel o guarnición para guerreros como los que se encuentran en los castillos del anillo vikingo y las sofisticadas salas de banquetes grandes como las salas de hidromiel.
- Las variantes del suroeste de Inglaterra en Dartmoor y Gales
- Las del noroeste de Inglaterra tipo en «Cumbria»
- The Scottish Longhouse, " blackhouse " o taighean dubha
- El longère o maison longue francés. solamente se consideran los tipos similares a los descritos en Dartmoor o Cumbria que son, posiblemente, de origen  normando

## Leyendas e historia

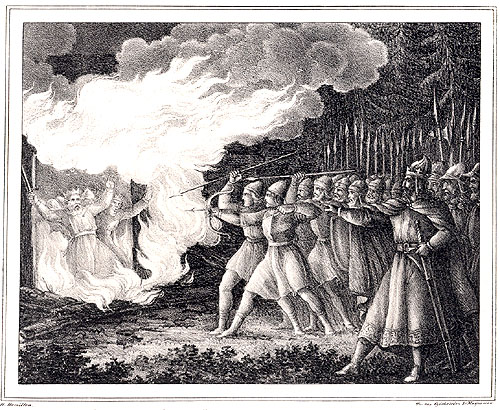
Ingjald quemaba vivos a sus reyes subordinados en su nueva sala de festejos

Hay varios relatos de «grandes salas» de festejos construidas para fiestas importantes cuando se invitaba a la realeza  escandinava. Según una leyenda encontrada por Snorri Sturluson en el Heimskringla, también es conocida como Crónica de los reyes nórdicos, Áki, el cacique Värmlandish de finales del siglo IX, invitó al rey noruego Harald Fairhair y al rey sueco Eric Eymundsson, consiguió que el rey noruego permaneciera en el suntuoso y recién construido salón porque él era el más joven de los reyes y el que tenía las mejores perspectivas. El viejo rey sueco, por otro lado, tuvo que permanecer en el antiguo salón de banquetes. El rey sueco estaba tan humillado que mató a Áki.
La construcción de nuevos pasillos de festejos también podría ser la preparación para asesinatos traicioneros de la realeza. En la Saga de los Ynglings, parte de la Heimskringla, Snorri Goði relata cómo, en el siglo VIII, el legendario rey sueco Ingjald construyó un gran salón de banquetes con el único propósito de quemar a todos sus mezquinos reyes a altas horas de la noche cuando estuviesen dormidos. Según la saga Yngvars víðförla, la misma estratagema utilizaron el rey sueco «Eric el Victorioso» y el gobernante noruego Sigurd Jarl cuando asesinaron a Áki, un rebelde sueco, en Gamla Uppsala, a fines del siglo X.

## Mitología
Desde al menos el siglo X en adelante en la mitología nórdica, hay numerosos ejemplos de salas donde pueden llegar los muertos. El ejemplo más conocido es Valhalla, el salón donde Odín recibía a la mitad de los muertos perdidos en la batalla. Freyja, a su vez, recibía a la otra mitad en Sessrúmnir.
La historia de Beowulf incluye un «Mead-Hall» llamado Heorot que era tan grande y había tanto ruido y risas que la criatura Grendel irrumpió y masacró a los que hacían ruido.

## En la ficción
En la ficción, las salas de hidromel suelen aparecer en obras que se desarrollan durante la Edad Media.
- En el universo ficticio de la Tierra Media de JRR Tolkien, Meduseld —sala de hidromiel en Inglés Antiguo— fue el gran Salón Dorado construido en Rohan. Meduseld era un gran salón con techo de paja que lo hacía parecer como si fuera de oro visto desde lejos. Sus paredes estaban ricamente decoradas con tapices que representaban la historia y las leyendas de los Rohirrim y sirvió como casa para el Rey y su familia, una sala de reuniones para el Rey y sus consejeros, y otra sala de reuniones. Además, la ubicación central de los terrenos de la casa de Beorn es una sala de hidromiel, donde se sirve hidromiel y comida a Bilbo Bolsón, los enanos y Gandalf en El Hobbit.
- En «The Elder Scrolls» de Bethesda Softworks, una raza llamada los Nords, que se asemejan a los pueblos germánicos, construyen grandes salas de hidromiel, como Jorrvaskr, que se encuentra en The Elder Scrolls V: Skyrim.
- En  Shrek the Third, el Príncipe Azul visita una sala de hidromiel para reunir a algunos villanos de cuentos de hadas con el fin de hacer el «trabajo sucio» con él en la película.
- La película,  Cómo entrenar a tu dragón tiene una breve escena con una sala de hidromiel.
- La película  Beowulf se desarrolla principalmente en una sala de hidromiel.
- En la serie de Harry Potter, los estudiantes y profesores de Hogwarts beben cerveza de mantequilla en una sala de hidromiel.
- En The Lion, the Witch and the Wardrobe, Aslan tuvo una ceremonia en la que Peter, Susan, Edmund y Lucy se convirtieron en realeza por su heroísmo en una sala de hidromiel.